# Pukia
Pukia is een geslacht van ribkwallen uit de klasse van de Tentaculata.

## Soort
- Pukia falcata Gershwin, Zeidler & Davie, 2010